# Litoria chloristona
Litoria chloristona es una especie de anfibio anuro de la familia Pelodryadidae.

## Distribución geográfica
Esta especie es endémica de Papúa Nueva Guinea. Habita desde Kopi a Port Moresby y Sogeri desde el nivel del mar hasta los 500 m de altitud.

## Descripción
Los machos miden de 19.6 a 23.8 mm y las hembras de 23.7 a 27.4 mm.

## Publicación original
- Menzies, Richards & Tyler, 2008 : Systematics of the Australo-Papuan tree frogs known as Litoria bicolor (Anura : Hylidae) in the Papuan region. Australian Journal of Zoology, vol. 56, n.º 4, p. 257–280.[3]